# La migdiada
La Migdiada és una pintura a l'oli de Ramón Martí i Alsina de 1884 que es troba exposada al Museu Nacional d'Art de Catalunya. D'estil realista, el pintor s'influencia de Gustave Courbet i de les tendències de la pintura francesa del segle xix. Una pintura que aporta una nova visió del que és la concepció de la son i del descans, deixant de banda tota la idealització i de la fantasia que provocava aquest tema. El tractament contrastat de la llum, la posició tan apropada a l'espectador i la gamma cromàtica tan austera, caracteritza aquesta peça tan tardana de l'autor.
Aquest quadre és un exemple del seu realisme militant, influenciat per Gustave Courbet. És una de les obres principals de Martí i Alsina i un dels paradigmes de la pintura realista catalana, que palesa l'assimilació plena d'aquesta nova cultura figurativa que veu en les fonts de la pintura francesa contemporània.

## Context i biografia de l'autor
Nascut a Barcelona el 10 d'agost de 1826, l'autor considerat un dels millors pintors realistes espanyols del segle xix, en un principi no va estudiar per a ser-ho. Va començar els seus estudis de Filosofia, per imposició familiar, mentre que realitzava classes nocturnes de pintura a l'Escola de Belles arts de la Llotja de Barcelona, fins a l'any 1845. Obstant això, la seva meta professional no va anar per a res lligada amb la Filosofia sinó que sempre havia volgut ser pintor, i així seria. Un cop acabat els estudis es trasllada Mataró on comença a fer treballs per contracte de retrats i paisatges naturalistes. En aquest moment és quan Alsina, comença a tenir una certa reputació entre els burgesos catalans, a causa del seu naturalisme en pintar. L'any 1848 viatja a París, i es queda impressionat per les obres de Dellacroix, Horace Vernet i de tot el romanticisme francès, i més tard pren el contacte amb les obres de Gustave Courbet i els membres de l'Escola de Barbizon, art que penetrarà en la seva forma de fer les seves obres més endavant. L'any 1852, l'artista comença a treballar com a professor a l'escola on ell va estudiar feia uns anys, i durant aquesta època els viatges cap a Holanda i París seran recurrents, ja que va quedar enamorat de tot l'art que es realitzava en aquests països europeus. Mentrestant, l'artista va anar participant en diferents Exposicions Generals, com la de Madrid o París, però una de les més importants va ser l'Exposició General de Belles Arts de Barcelona l'any 1860, on es va presentar amb un paisatge i va guanyar la medalla de segona classe.
La dècada del 1870, Alsina passa pel seu millor moment artísticament parlant, però tot el contrari en temes de vida personal, ja que l'any 1872 moren dos dels seus fills, i l'any 1878 la seva esposa, a més a més, passa per una mala ratxa econòmica, després d'estar endeutat amb grans quantitats de diners, moments que acaben afectant artísticament i comença un procés de maduresa espectacular. Alsina mai va deixar de pintar fins al dia de la seva mort, el dia 21 de desembre de 1894.
La mort dels seus familiars es podria veure reflectida en l'obra. Una persona solitària, en un entorn fosc i tenebrós, però a la mateixa vegada realitzant una acció tan comuna com és una migdiada normal i corrent.

## Descripció formal
Alsina vol reproduir en aquesta obra el simple fet del moment en el qual un home de la burgesia catalana arriba a casa després d'haver estat treballant durant tot el matí, acaba de dinar, i es tomba en la seva butaca. Normalment, el que es feia en aquesta butaca era posar-se a llegir un llibre, i com podem veure, hi ha un llibre obert que ha caigut en la part inferior dreta. Es dedueix que és el que estava fent el protagonista del quadre, abans de caure en aquesta migdiada que es representa amb un estil tan costumista. Se sap que és un home Burguès gràcies a la vestimenta que porta, i el que més ens ho mostra són les típiques sabatilles d'estar per casa que s'utilitzava en l'època.
El que impressiona d'aquesta obra és la forma en què es presenta al personatge, no es basa en un tractament de la son idealitzat ni en una construcció fantasiosa del que sería una migdiada, sinó que es tracta d'una manera senzilla i normal, un home assegut en una butaca i adormit. Gràcies a això no ens costa saber el significat ni hem d'especular sobre el que es representa, d’això es tractava el realisme. L'home barbut es troba amb el cap inclinat cap al seu costat dret, recolzant el cap a la part superior de la butaca, amb els braços descansant sobre els recolzes d'aquesta, i encreuant les cames una sobre l'altra. Amb aquesta posició, l’artista volia donar una sensació d’apropament, amb un lleu i subtil escorç. També, la forma en la que se’ns presenta el personatge ens produeix una sensació de relaxament i de calma, de somni plaent i de descans total, no obstant això, també ens pot provocar sensacions de solitud i de foscor, a causa del tractament de la llum que utilitza l'artista, i l'única presència del personatge sol. La austera gamma cromàtica també ens provoca totes aquestes sensacions d’obscuritat i de poca llum.
S'ha especulat molt sobre la identitat de la persona que està adormida. Tot apunta a que es podria tractar d'en senyor Antoni Nicolau, col·leccionista i el mecenes de l'artista, la persona que l'acompanyava durant els seus viatges a París, i a la que a més va donar una versió definitiva d’aquest mateix quadre.

## Models i influències
L'any 1848, Alsina viatja a París per primer cop i allà descobreix les noves tendències artístiques que lluïen a la ciutat francesa, i es dota de primera mà de tècniques pictòriques que l'ajuden a poder continuar avançant en el món de l'art. Però no va ser fins anys més tard, el 1855, quan torna a París, i en l'Exposició Universal de la mateixa ciutat, es queda impregnat de les obres de l'Escola de Barbizon i sobretot de Gustave Courbet. A partir d'aquest moment, Alsina comença a fer obres realistes de diferents gèneres, com retrats, nusos femenins, bodegons, obres històriques, al·legòriques i inclús costumistes. Però els més comuns eren els paisatges i les marines. No va ser fins a 1884 on l'artista va tornar a jugar amb el costumisme, amb l'obra La Migdiada.

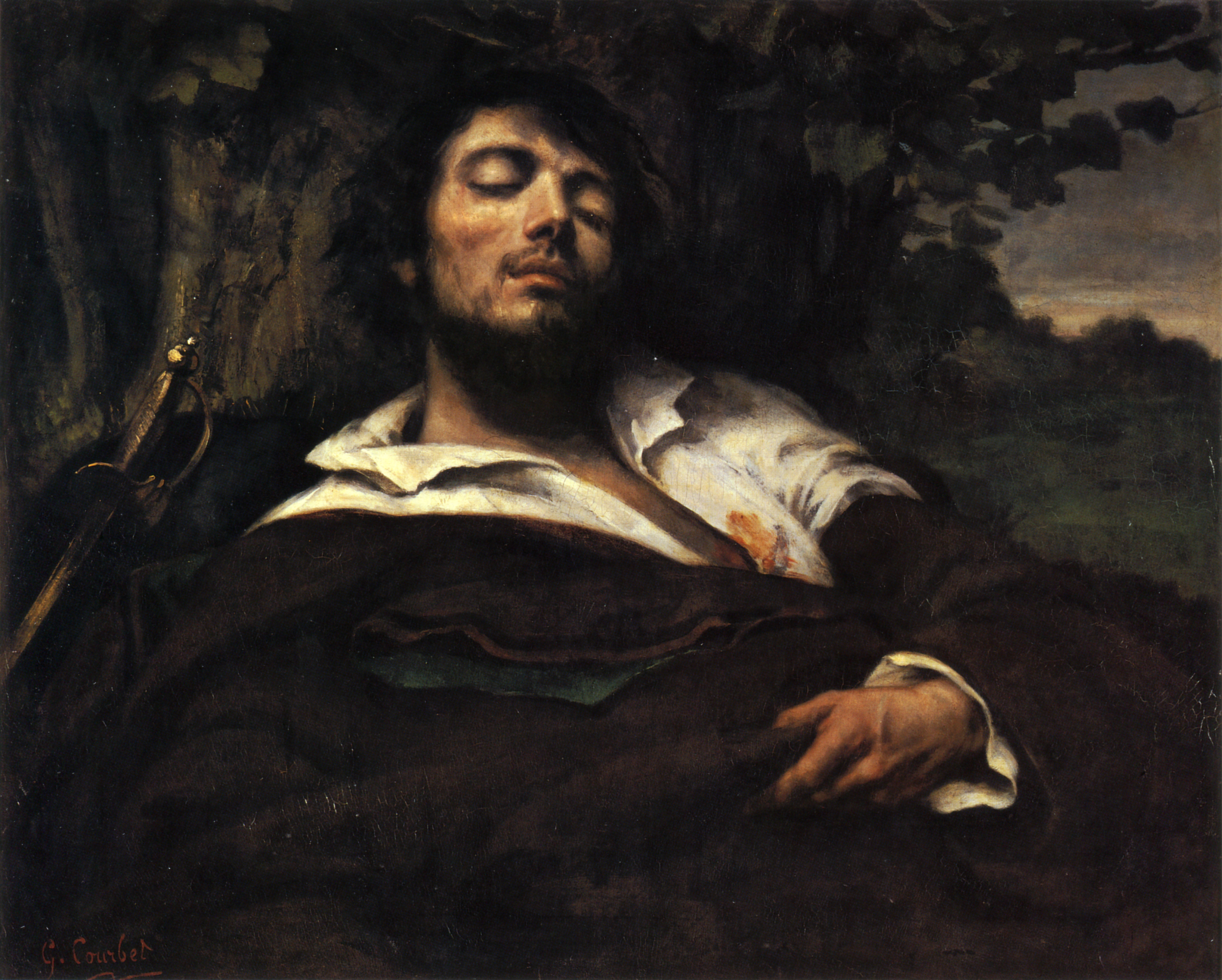
L'Home ferit de Courbet, realitzat l'any 1840.

És clar que Courbet va ser una gran influència d'aquest quadre de petita mida, perquè la seva admiració per aquest artista sempre ha estat reflectida en tota la seva vida artística. Però hi ha una pintura que té una semblança més que clara: L'home ferit. Una obra on es mostra en pla mitjà un home reposat contra un tronc d'un arbre, amb els ulls tancats, que sembla adormit, i ferit al costat del cor, a més també té una espasa al costat esquerre. El que recorda a l'obra d'Alsina és aquest somni plaent dels dos personatges, i encara que no estiguin en les mateixes circumstàncies, el sentit de descans sembla ser el mateix. A més de la foscor que aporten les dues obres, i el subtil escorç que es troba en veure les dues imatges.
Una altra obra de Courbet on possiblement Alsina hagués pogut inspirar-se és La lectora dormida, un dibuix on veiem una dona subjectant un llibre mentre està dormint. Entre aquestes dues obres podem trobar similituds molt importants, com l'efecte de què està adormida, o que la protagonista estava llegint un llibre abans d'aprofundir-se en aquest somni, com el nostre personatge principal de l'obra d'Alsina.